# Vlag van Rojava

Vlag van de Autonome Regio Noord- en Oost-Syrië

Een aantal verschillende symbolen zijn gebruikt om de autonome administratie van Noord- en Oost-Syrië (NES) te vertegenwoordigen, beter bekend als Rojava. De autonome administratie keurde in december 2018 een officieel embleem goed. Het embleem bestaat uit de woorden "Autonomous Administration" in het Arabisch, omringd door zeven rode sterren die de regio's van Noordoost-Syrië vertegenwoordigen, evenals een tak van olijven en spies van tarwe, twee gewassen die in de regio worden geteeld
Een van de meest gebruikelijke vlaggen, met name in gebieden met de Koerdische meerderheid van de regio, is de driekleurige vlag die is aangenomen door de Movement for a Democratic Society (TEV-DEM), de politieke coalitie die in dieregio regeert. Een horizontale driekleur met blauw, geel en rood wordt gebruikt door de Syrische Uniepartij en haar militaire vleugel in gebieden met een significante Syrisch-Assyrische aanwezigheid in het Noordoosten van Syrië.
Rojava, Syrisch-Koerdistan of West-Koerdistan (Koerdisch: Rojavayê Kurdistanê; Arabisch: کوردستان السورية Kurdistan Al-Suriyah), meestal simpelweg Rojava genoemd (westen in het Koerdisch), is een de facto autonome regio in het noorden en noordoosten van Syrië. Op 17 maart 2016 riepen de Koerden van Syrië een "federale democratische" entiteit uit in de door hen gecontroleerde zones en die bestaan uit de drie Koerdische "kantons" Afrin, Kobani en Djezireh, waar tot op heden een zone met "autonome administratie" was. Deze declaratie werd in Rmeilane gedaan door de Democratische Unie Partij (PYD) in de aanwezigheid van andere Koerdische, Arabische en Assyrische partijen.

## Symbolen gebruikt door de autonome regio

Officieel embleem van de autonome regio sinds 2018
Gebruikt door DFNS diplomatieke kantoren in Europa tot 2018. Momenteel gebruikt door het TEV-DEM
De driekleurige vlag van TEV-DEM, aangenomen rond 2012, dat veel gebruikt wordt door Koerden in Syrië.